# Національний театр опери та балету Албанії
Національний театр опери та балету Албанії (алб. Teatri i Operas dhe i Baletit), TOB) — оперний театр у Албанії, розташований у столиці держави місті Тирані.
Театр міститься у Палаці культури Тирани в самому центрі Тирани на площі Скандербега.

## З історії і сьогодення закладу
Національний театр опери та балету Албанії було засновано 29 листопада 1953 року.
Спершу заклад містився у приміщенні Академії музики та мистецтв Албанії, а за 10 років (1963) переїхав до новозбудованого у середмісті албанської столиці Палацу культури Тирани, зведений за допомогою СРСР), де міститься дотепер, ділячи приміщення із Національною бібліотекою Албанії.
Національний театр опери та балету Албанії підпордкований Міністерству культури, молоді і спорту Албанії і фінансується з державного бюджету.
Станом на 2000-ні колектив закладу нараховує близько 200 осіб.

## Виноски
1. ↑  Національний театр опери та балету Албанії [Архівовано 21 листопада 2010 у Wayback Machine.] на Офіційний вебсайт Уряду Албанії [Архівовано 28 травня 2014 у Wayback Machine.]

## Джерело
- Національний театр опери та балету Албанії на Офіційний вебсайт Уряду Албанії